# Жилой дом Электродного завода
Жило́й дом Электро́дного заво́да расположен в Москве, в пределах Садового кольца, по адресу Космодамианская набережная, дом № 4/22Б.

## История
В соответствии с Генпланом 1935 года, набережные Москвы-реки позиционировались как лучшие жилые районы города.
На одной из набережных располагается памятник истории и культуры: жилой дом Электродного завода.
Дом № 4/22 Б — жилой дом переменной этажности: от одиннадцатиэтажного до четырнадцатиэтажного; образец сталинского ампира (1954, архитектор М. И. Синявский). Всего в доме 225 квартир.
Здание было построено в 1954 году. Оно с тех пор является архитектурной доминантой и определяет облик квартала со стороны Космодамианской набережной.

Согласно первоначальному проекту 1940 года, здание 
выдержано в монументальных, псевдоклассических формах, без ярко выраженных композиционных акцентов, но с большим набором декоративных мотивов и деталей, оживляющих фасад. После войны в оформлении дома появились элементы, связанные с Победой.

## Архитектура
Материал: кирпич.
Наиболее выдающейся особенностью дома стала ротонда на его крыше. При всём её изяществе, сделана она из бетона, что значительно затруднило её реконструкцию (бетон, как материал, сложен в обработке).
Также, в процессе той же реконструкции[когда?]

 был практически заново создан сильно корродировавший шпиль, а также воссоздана с нуля система водоотвода.

## Использование
В здании расположены следующие объекты:
- Технические службы ОАО «Энергокомплекс»
- ООО «Главпромстрой»
- Частное охранное предприятие ООО «Сатурн+»
- Клуб настольных игр «Локация»

## Интересные факты
- При строительстве дома вглубь острова был передвинут особняк, ранее выходивший на набережную (современный адрес: Садовническая улица, № 43).
- В 1963—1977 годах здесь жил архитектор П. П. Штеллер[1].
- Ротонда была популярна среди руферов. После реконструкции доступ в неё закрыт.